# 乙酰丙酮钆
乙酰丙酮钆是一种化合物，化学式为Gd(C5H7O2)3。强热下分解为Gd2O3。

## 用途
乙酰丙酮钆在实验室用于提供钆源的试剂。它也可以和乙酰丙酮铈混合，制备钆杂二氧化铈 (Gadolinia-Doped Ceria，GDC) 凝胶粉末。

## 储存
乙酰丙酮钆应该密封、干燥储存。